# Tonagh Promontory
Die Tonagh Promontory (englisch; chinesisch 五月半島 Wuyue Bandao, deutsch ‚Mai-Halbinsel‘) ist die westlichere zweier Halbinseln südwestlich der Halbinsel Stornes an der Ingrid-Christensen-Küste des ostantarktischen Prinzessin-Elisabeth-Lands. Sie ragt aus den Larsemann Hills in die Prydz Bay hinein.
Norwegische Kartographen, die sie in Verbindung mit der Priddy Promontory als Storneskloa benannten, kartierten sie anhand von Luftaufnahmen der Lars-Christensen-Expedition 1936/37. Das Antarctic Names Committee of Australia benannte sie dagegen 1988 nach Leutnant Leslie Tonagh vom Royal Australian Army Service Corps, der am 7. Februar 1958 als Fahrer eines DUKW die erste Anlandung auf Jesson Island durchgeführt hatte.